# Consistórios de Gregório VI
Papa Gregório VI (1045-1046) criou quatro cardeais.

## 1045
1. João, cardeal-bispo de Labico, sobrinho do Papa Bento IX † antes de 1055
2. Pietro, cardeal-diácono, † após 18 de fevereiro de 1047

## 1046
1. Georgius, cardeal-bispo do Porto, † 1049
2. Pietro, cardeal-presbítero (título desconhecido), † depois de 1046

## Fonte
- Salvador Miranda. fiu.edu – The Cardinals of the Holy Roman Church (em inglês). Universidade Internacional da Flórida http://cardinals.fiu.edu/ Em falta ou vazio |título= (ajuda)